# بيرت بوس
بيرت بوس (بالهولندية: Bert Bos)‏ هو مخترِع ومهندس وعالم حاسوب هولندي، ولد في 10 نوفمبر 1963 في لاهاي في هولندا.